# Варуа-э-Шеньо
Варуа́-э-Шеньо́ (фр. Varois-et-Chaignot) — коммуна во Франции, находится в регионе Бургундия. Департамент коммуны — Кот-д’Ор. Входит в состав кантона Дижон 1-й кантон. Округ коммуны — Дижон.
Код INSEE коммуны — 21657.

## Население
Население коммуны на 2010 год составляло 2004 человека.
| 1962 | 1968 | 1975 | 1982 | 1990 | 1999 | 2010 |
| ---- | ---- | ---- | ---- | ---- | ---- | ---- |
| 320  | 390  | 1036 | 1369 | 1717 | 1961 | 2004 |

## Экономика
В 2010 году среди 1293 человек трудоспособного возраста (15—64 лет) 887 были экономически активными, 406 — неактивными (показатель активности — 68,6 %, в 1999 году было 67,3 %). Из 887 активных жителей работали 843 человека (418 мужчин и 425 женщин), безработных было 44 (20 мужчин и 24 женщины). Среди 406 неактивных 152 человека были учениками или студентами, 205 — пенсионерами, 49 были неактивными по другим причинам.